# سيث لوثر
سيث لوثر (بالإنجليزية: Seth Luther)‏ هو نجار أمريكي، ولد في 1795 في بروفيدنس في الولايات المتحدة، وتوفي في 29 أبريل 1863 في براتلبورو في الولايات المتحدة.